# Bill Butler
Bill Butler, właśc. Wilmer Cable Butler (ur. 7 kwietnia 1921 w Cripple Creek, zm. 5 kwietnia 2023 w Los Angeles) – amerykański operator filmowy, autor zdjęć m.in. do thrillera Stevena Spielberga Szczęki (1975). W 1976 był nominowany do Oscara za zdjęcia do Lotu nad kukułczym gniazdem (1975) Miloša Formana (nominacja wspólnie z Haskellem Wexlerem, który rozpoczął pracę nad filmem).

## Filmografia
- Ludzie z deszczu (1969)
- Kobieta Adama (1970)
- Jedźmy przed siebie (1971)
- Hickey i Boggs (1972)
- Rozmowa (1974)
- Lot nad kukułczym gniazdem (1975)
- Szczęki (1975)
- Dziewczyna z reklamy (1976)
- Alex i Cyganka (1976)
- Diabelskie nasienie (1977)
- Atak na Entebbe (1977)
- Zamki na lodzie (1978)
- Omen II (1978)
- Grease (1978)
- Koziorożec 1 (1978)
- Rocky II (1979)
- Teraz moja kolej (1980)
- Szarże (1981)
- Rocky III (1982)
- Żądło II (1983)
- Ptaki ciernistych krzewów (1983; serial TV)
- Tramwaj zwany pożądaniem (1984)
- Rocky IV (1985)
- Piwo (1985)
- Wielki kłopot (1986)
- Laleczka Chucky (1988)
- Biloxi Blues (1988)
- Most Brookliński (1991-93; serial TV)
- Hot Shots! (1991)
- Beethoven 2 (1993)
- Półtora gliniarza (1993)
- Snajper (1993)
- Flipper (1996)
- Anakonda (1997)
- Kłamca (1997)
- Don King – król boksu (1997)
- Joe i Max (2002)
- Ręka Boga (2002)
- Redline (2002)
- Funny Money (2006)
- Mordercza zaraza (2006)
- Kierowca (2008)

## Nagrody i nominacje
| Rok  | Nagroda                                                    | Kategoria                                               | Film                              | Rezultat  |
| ---- | ---------------------------------------------------------- | ------------------------------------------------------- | --------------------------------- | --------- |
| 1976 | Nagroda Akademii Filmowej                                  | Najlepsze zdjęcia                                       | Lot nad kukułczym gniazdem (1975) | Nominacja |
| 1977 | BAFTA                                                      | Najlepsze zdjęcia                                       | Lot nad kukułczym gniazdem (1975) | Nominacja |
| 1977 | Nagroda Emmy                                               | Wybitne zdjęcia – specjalny program rozrywkowy          | Atak na Entebbe (1977)            | Wygrana   |
| 1983 | Nagroda Emmy                                               | Najlepsze zdjęcia w miniserialu lub filmie telewizyjnym | Ptaki ciernistych krzewów (1983)  | Nominacja |
| 1984 | Nagroda Emmy                                               | Najlepsze zdjęcia w miniserialu lub filmie telewizyjnym | Tramwaj zwany pożądaniem (1984)   | Wygrana   |
| 1997 | Międzynarodowy Festiwal Filmowy w Sztokholmie              | Najlepsze zdjęcia                                       | Kłamca (1997)                     | Wygrana   |
| 2003 | Nagroda Amerykańskiego Stowarzyszenia Operatorów Filmowych | Nagroda za całokształt twórczości                       | –                                 | Wygrana   |